# Ken’ichi Kawano
Ken’ichi Kawano (japanisch 河野 健一 Kawano Ken’ichi; * 15. September 1982 in der Präfektur Mie) ist ein japanischer Fußballspieler.

## Karriere
Kawano erlernte das Fußballspielen in der Universitätsmannschaft der Nippon-Bunri-Universität. Seinen ersten Vertrag unterschrieb er 2005 bei Rosso Kumamoto (heute: Roasso Kumamoto). 2007 wurde er mit dem Verein Vizemeister der Japan Football League und stieg in die J2 League auf. Für den Verein absolvierte er 30 Ligaspiele. 2009 wechselte er zum Drittligisten MIO Biwako Kusatsu. Ende 2009 beendete er seine Karriere als Fußballspieler.